# ناحیه مونگار
ناحیه مونگار (به لاتین: Mongar District) یک ناحیه در بوتان است. ناحیه مونگار ۲٬۸۵۹ کیلومتر مربع مساحت و ۳۷٬۱۵۰ نفر جمعیت دارد و ۱٬۶۰۰ متر بالاتر از سطح دریا واقع شده‌است.